# Volvo V50
Volvo V50 – samochód osobowy klasy kompaktowej produkowany przez szwedzką markę Volvo w latach 2004 - 2012.

## Historia i opis modelu

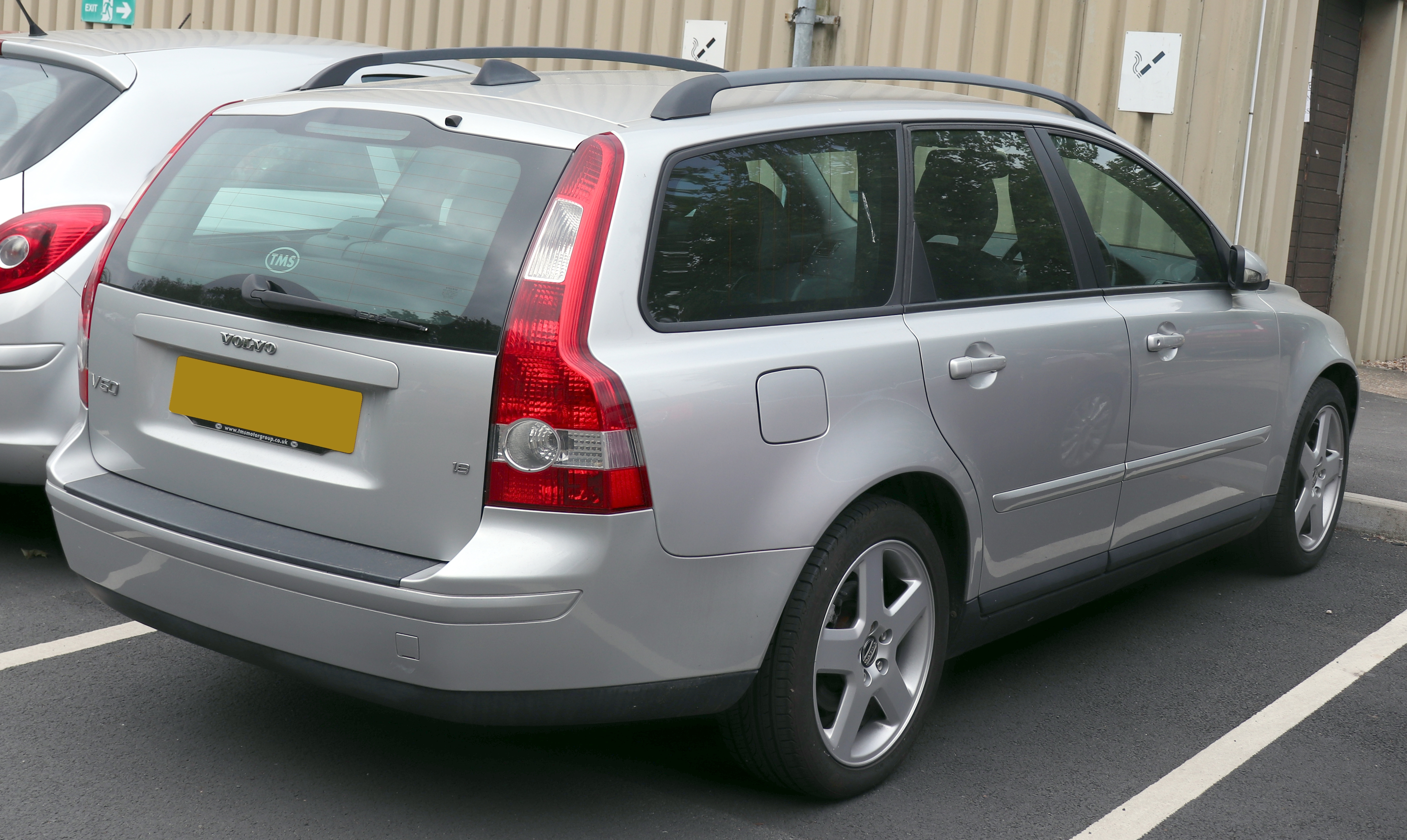
Volvo V50 - tył

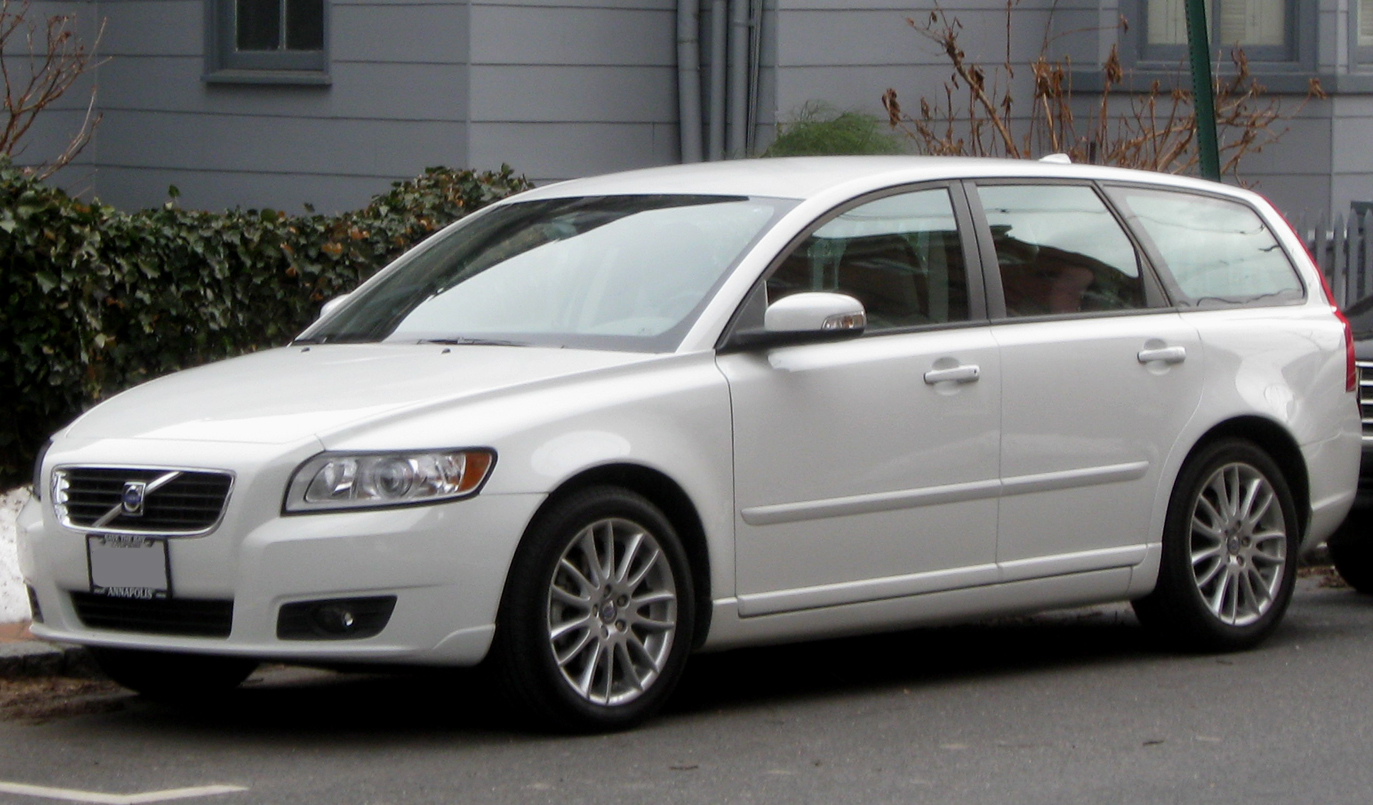
Volvo V50 po liftingu

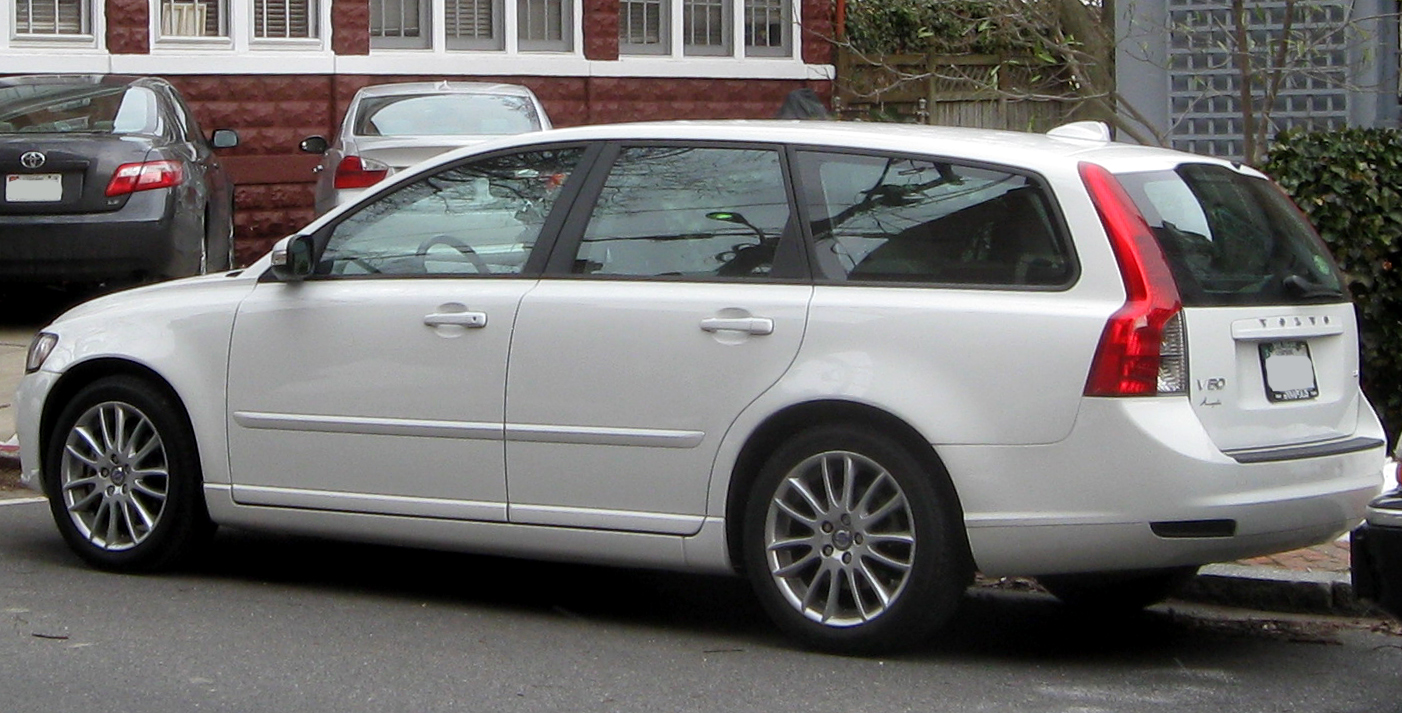
Volvo V50 - tył po liftingu

Samochód został zbudowany na bazie płyty podłogowej amerykańskiego koncernu motoryzacyjnego Ford Motor Company o nazwie P1 dzielonej z m.in. Fordem Focusem oraz Mazdą 3. Pojazd stylistycznie podobny jest do modelu S60 z którego zaczerpnięte zostało także wnętrze z konsolą środkową.
W 2005 roku modele S40 i V50 zajęły w konkursie na Światowy Samochód Roku 2. pozycję (za Audi A6 C6). W tym samym roku wprowadzono nowy silnik wysokoprężny 1.6D pochodzący z Forda Focusa.
W 2007 roku samochód przeszedł face lifting, który upodobnił auto stylistycznie do modeli S80 i V70. Wprowadzono między innymi: nowe reflektory biksenonowe z możliwością doświetlania zakrętów, światła awaryjnego hamowania (EBL), a także system ostrzegania o obiektach znajdujących się w martwym polu lusterek BLIS, nowy zderzak przedni i tylny oraz nowe lampy tylne w technologii LED. Przy okazji liftingu wzbogacono wyposażenie standardowe pojazdu o system ESP, 6 poduszek powietrznych, klimatyzację automatyczną oraz radio CD. Wprowadzono także nowe silniki benzynowe i wysokoprężne.
W 2008 roku zaprezentowano ekologiczną wersję pojazdu - eDrive.

### Wersje wyposażeniowe
- Kinetic
- Momentum
- Summum
- R-Design

Standardowe wyposażenie wersji po face liftingu obejmuje m.in. system ABS, ESP, układ antypoślizgowy DSTC, klimatyzację automatyczną, 6 poduszek powietrznych, elektryczne sterowanie i podgrzewanie lusterek, elektryczne sterowanie szyb oraz radio z CD. 
W zależności od wersji wyposażenia pojazd doposażyć opcjonalnie można było m.in. w regulację wysokości fotela kierowcy, reflektory biksenonowe, felgi aluminiowe, skórzaną, wielofunkcyjną kierownicę, komputer pokładowy, światła przeciwmgłowe, podgrzewane przednie fotele, skórzaną tapicerkę, system bezkluczykowy, system automatycznej regulacji prześwitu, system BLIS oraz EBL oraz tempomat, a także czujniki parkowania, zmierniarkę płyt CD, 12-głośnikowy zestaw audio Premium Sound z dźwiękiem w systemie Dolby Pro Logic II oraz gniazdo iPod, czujnik deszczu i zmierzchu.

### Silniki
| Silnik                | Pojemność skokowa [cm³] | Typ silnika        | Moc maksymalna [KM] przy obr./min | Maks. moment obrotowy [Nm] przy obr./min | Przyspieszenie 0-100 km/h [s] | Prędkość maks. [km/h] |                    |                    |                    |
| Silniki benzynowe:    | Silniki benzynowe:      | Silniki benzynowe: | Silniki benzynowe:                | Silniki benzynowe:                       | Silniki benzynowe:            | Silniki benzynowe:    | Silniki benzynowe: | Silniki benzynowe: | Silniki benzynowe: |
| --------------------- | ----------------------- | ------------------ | --------------------------------- | ---------------------------------------- | ----------------------------- | --------------------- | ------------------ | ------------------ | ------------------ |
| 1.6                   | 1596                    | R4                 | 100                               | 150                                      | 11,9                          | 185                   |                    |                    |                    |
| 1.8                   | 1798                    | R4                 | 125                               | 165                                      | 10,9                          | 200                   |                    |                    |                    |
| 2.0                   | 1999                    | R4                 | 145                               | 185                                      | 9,5                           | 210                   |                    |                    |                    |
| 2.4                   | 2435                    | R5                 | 140                               | 220                                      | 9,9                           | 205                   |                    |                    |                    |
| 2.4i                  | 2435                    | R5                 | 170                               | 230                                      | 8,1                           | 220                   |                    |                    |                    |
| T5 2.5t               | 2521                    | R5                 | 220                               | 320                                      | 6.9                           | 240                   |                    |                    |                    |
| T5 2.5t               | 2521                    | R5                 | 230                               | 320                                      | 6,8                           | 240                   |                    |                    |                    |
| Silniki wysokoprężne: |                         |                    |                                   |                                          |                               |                       |                    |                    |                    |
| 1.6D                  | 1560                    | R4                 | 109                               | 240                                      | 11,4                          | 190                   |                    |                    |                    |
| 2.0D                  | 1997                    | R4                 | 136                               | 320                                      | 9,7                           | 205                   |                    |                    |                    |
| 2.0D                  | 1997                    | R5                 | 150                               | 350                                      | 9.6                           | 205                   |                    |                    |                    |
| 2.0D                  | 1984                    | R5                 | 177                               | 400                                      | 8,8                           | 215                   |                    |                    |                    |
| D5 2.4                | 2400                    | R5                 | 180                               | 350                                      | 8,0                           | 225                   |                    |                    |                    |